# Bandera (fotografia i cinematografia)
En cinematografia i fotografia, una bandera és un accés, una bandera és un accessori d'il·luminació que consisteix en un paner rectangular opac, normalment de teixit de color negre, que s'acobla a un braç anomenat ceferino que es munta a sobre d'un peu i es col·loca entre els apartats d'il·luminació i l'objectiu, perquè la llum no hi entri, també utilitzat per bloquejar la llum, crear ombres o per ocultar les llums d'una escena.
A més a més de les banderes negres per retallar el pas de la llum, també es poden trobar les banderes difusores de seda o cotó que la tamitzen, igualment encaixen a les ròtules del ceferino, que amb les seves extensions i suports, se situen a la posició desitjada.